# ヴィッデルン
ヴィッデルン (ドイツ語: Widdern) は、ドイツ連邦共和国バーデン＝ヴュルテンベルク州ハイルブロン郡に属す、ヤクスト川沿いの市である。この市は、ランゲンブルクに次いで、バーデン＝ヴュルテンベルク州で2番目に小さな市である。

## 地理

### 位置
ヴィッデルンは、ハイルブロン郡の北東部、ヤクスト川がネッカー川に合流する地点から50kmほど遡ったヤクスト川下流に面した都市である。ヴィッデルンで、ケサッハ川がヤクスト川に合流する。

### 隣接する市町村
ヴィッデルンに隣接する市町村は、東から時計回りに、ヤクストハウゼン、ハルトハウゼン・アム・コッハー、メックミュール（以上、ハイルブロン郡）、アーデルスハイム（ネッカー＝オーデンヴァルト郡）、シェーンタール（ホーエンローエ郡）である。ヴィッデルンは、ヤクストハウゼン、メックミュール、ロイクハイムと行政共同体を形成している。

### 市区
ヴィッデルン市は、ヴィッデルン地区とウンターケサッハ地区からなる。

## 歴史

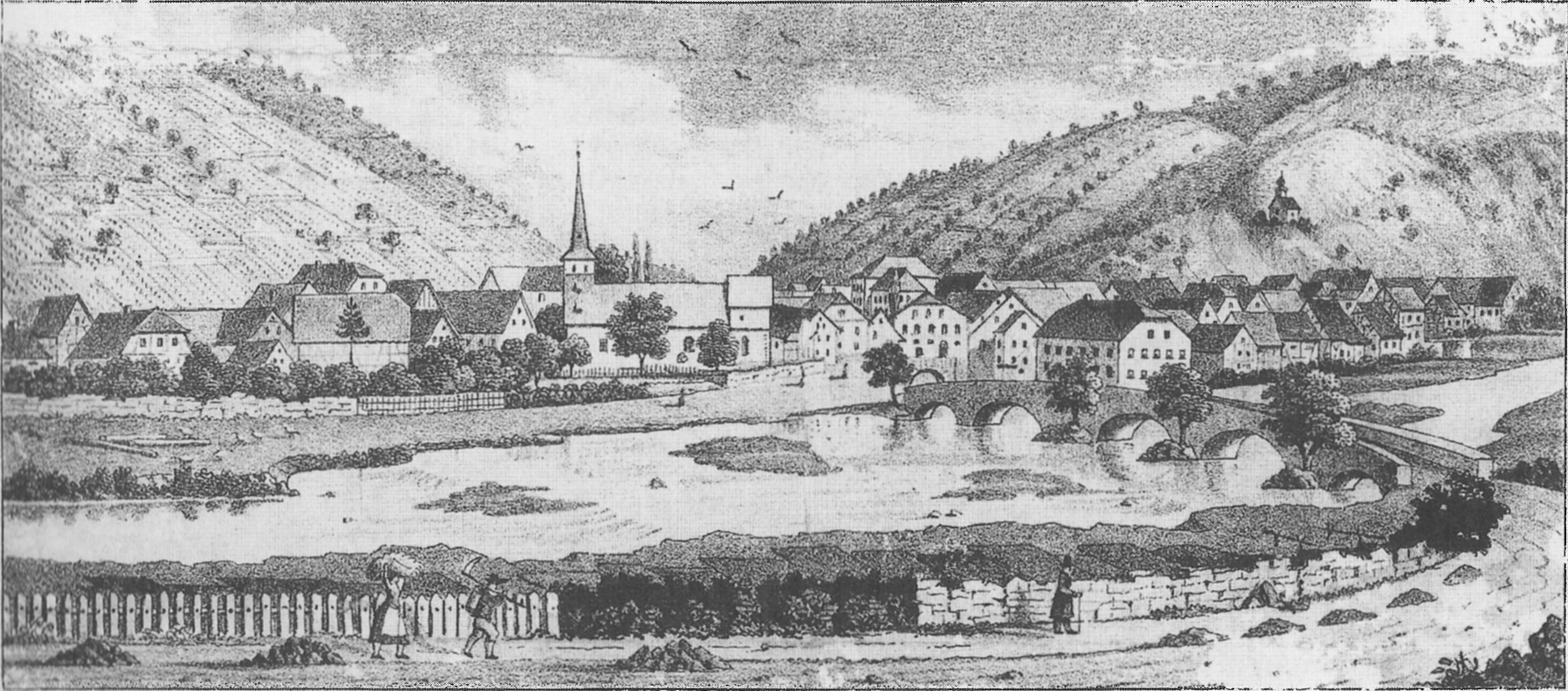
1840年頃のヴィッデルン。作者不詳のリトグラフ。

ヴィッデルンの名は、"Wittero"（おそらくは創設者）に由来する。"Witteroheim"から、いくつかの中間段階を経て、現在の "Widdern"という名になった。ヴィッデルンは、774年に、ロルシュ文書中で初めて言及されている。一方、ウンターケサッハは、皇帝オットー2世の文書中で976年に言及されているのが初出である。1258年から1307年の間にヴィッデルンは都市権を獲得した。1350年から多くの共同相続者による所領となり、多くの領主の間で分割された。
1458年に、国外追放されたウルリヒ・フォン・ヘルフェンシュタインがヴィッデルンへ逃げ込んだ。このため、1458年6月29日にこの都市は、ヴュルテンベルク伯ウルリヒにより破壊され、城は撤去された。1504年、ランツフート継承戦争の結果、ヴュルテンベルク公がヴィッデルンを獲得した。

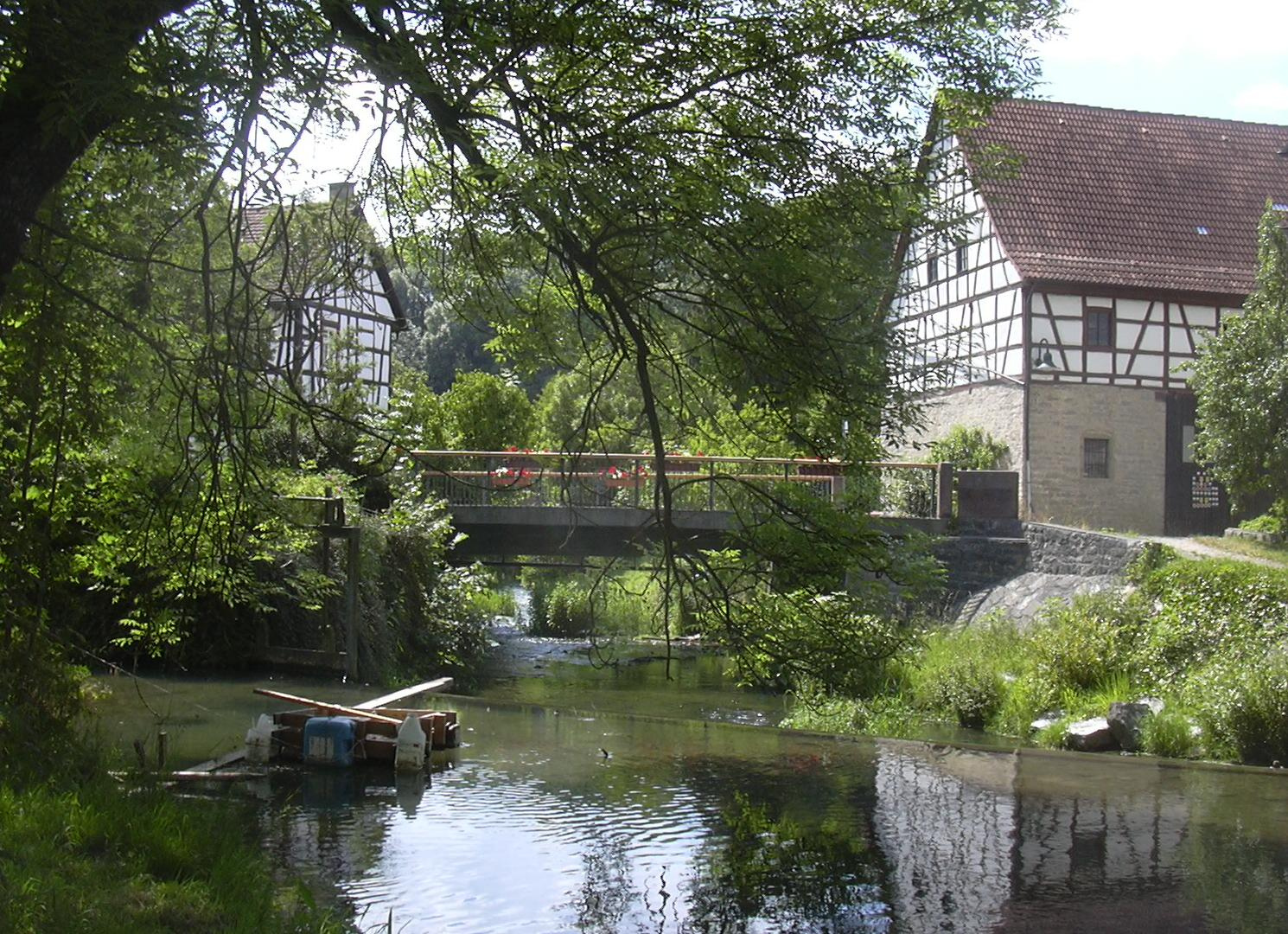
ウンターケサッハ地区を流れるケサッハ川

1675年の時点でヴィッデルンは、市域の192/512をヴュルツブルク司教、114/512をヴュルテンベルク公、110/512をゲンミンゲン家、96/512をツュレンハルト家が領していた。このうち、ヴュルツブルク領は、1803年にレーヴェンシュタイン＝ヴェルトハイム侯領に、1806年にはゲンミンゲン領とともにバーデン大公国領となった。ツュレンハルト領はヴュルテンベルク領に編入された。1806年11月13日にバーデン大公国とヴュルテンベルク王国との間で締結された新しい協定では、ケサッハ川を境界として、19:13の割合で市域を領することが定められた。共同統治は、1846年5月1日に終結した。両国協定により、ヴィッデルンのバーデン大公国領はヴュルテンベルク王国に譲渡された。1971年9月1日に、ウンターケサッハをはじめ、多くの小集落がヴィッデルンに合併し、これに伴って、バーデンのブーヒェン郡からハイルブロン郡に移管された。

### 宗教
ヴィッデルンは、宗教改革以来プロテスタントの町である。ヴィッデルンとウンターケサッハには、それぞれ独自の教会組織がある。ヴィッデルンにはカトリック教会もある。

## 行政

### 市議会
ヴィッデルンの市議会は、14議席からなる。

### 紋章と旗
図柄: 黒地にたたずむ1頭の金の雄羊 (Widder)
市の色は、金と黒である。
1511年の、知られている最も古い印章には、歩いている雄羊がデザインされていた。1937年にたたずむ雄羊が市の紋章に採用された。

### 友好都市
ヴィッデルンは、1990年からテューリンゲン州ラインスドルフと友好都市関係を締結した。この街は1994年からグライツ市の一市区となった。ヴィッデルンとラインスドルフのプロテスタント教会が1950年代に交流を持ったことが、最初のきっかけであった。

## 文化と見所

### 博物館
この街には、鍛冶・郷土博物館がある。

### 建築
ヴュルツブルク司教の代官の館、いわゆるカイザーハウスは、見事な木組み建築である。

## 経済と社会資本
ヴィッデルンは、ヴュルテンベルク・ワインのコッハー＝ヤクスト＝タウバー地方のコッハーベルク大地区に属すワイン町である。中世には、大変大規模なブドウの作付けが行われており、ヴュルテンベルクの最も重要なワイン町の一つであった。ブドウ畑の面積は、現在ではやや減少している。

### 交通

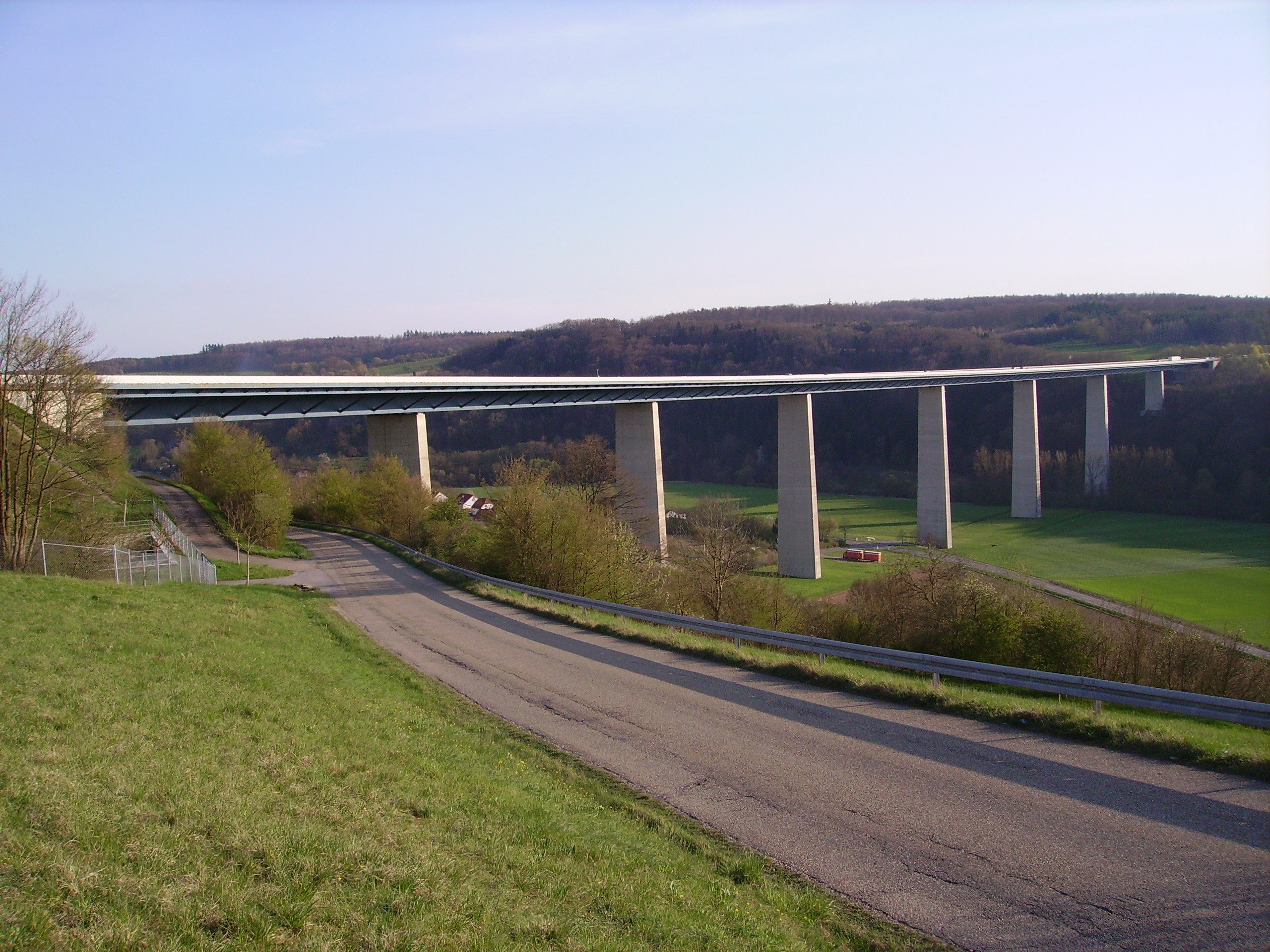
ヤクストタール橋

連邦アウトバーンA81号線は、ヤクストタール橋でヴィッデルンの市域を経由している。1974年に開通した、このA81号線の橋は、高さ80m、全長889mである。最寄りのインターチェンジは、メックミュールにある。
かつてヴィッデルンは、ヤクストタール鉄道（メックミュール - デルツバッハ）で鉄道網に接続していた。この区間の運行を再開しようという試みは、進展していない。

### メディア
ヴィッデルンでのニュースは、日刊紙 "Heilbronner Stimme" の北東部版 (NO版)に掲載される。

### レジャー
ヴィッデルンは、ヤクストタールの長距離サイクリングで人気の目的地である。

## 引用
1. ↑  Statistisches Landesamt Baden-Württemberg – Bevölkerung nach Nationalität und Geschlecht am 31. Dezember 2023 (CSV-Datei)